# دودمان شیا
دودمان شیا یا دودمان خاقان‌های نیکوکار (چینی:夏朝) نخستین دودمان شاهی در چین است؛ که از سال ۱۹۸۹ تا ۱۵۵۸ پیش از میلاد فرمان می‌رانده‌اند. این دودمان مرز بین اسطوره و تاریخ است؛ برخی شواهد باستان‌شناسی وجود چنین دودمانی را تأیید کرده‌است، با این حال برخی مورخ‌ها در اصل وجود آن تردید دارند. این سلسله در سده بیست‌ویکم قبل از میلاد تأسیس و در سده شانزدهم قبل از میلاد سرنگون شد و در مجموع حدود ۵۰۰ سال حیات داشت. ناحیه‌های مرکزی حکومت آن شامل مناطق جنوبی استان شان سی و غرب استان خه نان امروزه چین بوده‌است. یوی بزرگ مؤسس سلسلهٔ شیا قهرمانی است که سیل‌ها را مهار می‌کرد. گفته می‌شود که وی به سبب مهار موفقیت‌آمیز رود زرد که سال‌ها طغیان می‌کرد، مورد پشتیبانی مردم قرار گرفت و سرانجام سلسلهٔ شیا را تأسیس کرد. ایجاد سلسلهٔ شیا نشان‌گر تغییر جامعهٔ اولیه و ایجاد جامعه با نظام مالکیت خصوصی و ورود چین به جامعهٔ برده‌داری است.
در پایان سلسلهٔ شیا دربار سلطنتی وضیعت خوبی نداشت و تناقضات طبقاتی شدید بود. به ویژه جیه آخرین پادشاه این سلسله پس از روی کار آمدن، سبک زندگی تجملی داشت و مدیریت او بر کشور ضعیف بود. او به یکی از سوگلی‌ها به نام مه شی علاقه داشت و هر روز با او می‌گساری و تفریح می‌کرد.

او مقاماتی را که با این کار مخالفت می‌کردند، به قتل می‌رساند. بدین سبب، کشورهای تحت فرمان سلسلهٔ شیا یکی پس از دیگری به سلسلهٔ شیا خیانت کردند. در این زمان، کشور شانگ یکی از کشورهای مذکور با استفاده از این فرصت به قلم‌رو سلسلهٔ شیا حمله کرد و سرانجام ارتش سلسلهٔ شیا را شکست داد. پادشاه سلسله شیا فرار کرد و در شهر نن چائو در گذشت و به دنبال آن سلسله شیا سرنگون شد. اسناد زیادی دربارهٔ سلسلهٔ شیا در دست نیست؛ لذا در خصوص وجود سلسلهٔ شیا در تاریخ چین هنوز نیز در محافل علمی و دانشگاهی اختلاف نظر دارند. اما کتاب تاریخی معروف چین با نام شی جی یعنی یادداشت‌های تاریخی به‌طور روشن از سلسلهٔ شیا سخن به میان آورده‌است. باستان شناسان امیدوارند که روزی بقایای سلسلهٔ شیا را کشف کنند تا با تاریخ این سلسله آشنا شوند. در سال ۱۹۵۹ میلادی، باستان شناسان بررسی خرابه‌های شیا را آغاز کردند و به جستجوی فرهنگ سلسلهٔ شیا پرداختند. اکنون، بسیاری کارشناسان آشنا با به فرهنگ ارلی تو در خرابه‌های ارلی تو در شهر یان شی استان خه نان در جستجوی فرهنگ سلسلهٔ شیا هستند. تاریخ این خرابه‌ها مربوط به سال ۱۹۰۰ پیش از میلاد و در چارچوب سلسلهٔ شیا بوده‌است. با وجود آن‌که اکنون اسناد چندانی در این مورد در دست نیست، اما مدارک فراوان مختلف دیگر دانشمندها را در مطالعهٔ فرهنگ سلسلهٔ شیا مساعدت کرده‌است. برخی از وسایل تولیدی کشف شده از خرابه‌های ارلی تو سنگی است. بعضی‌ها از استخوان و صدف ساخته شده. مردم آن زمان از این وسایل بدوی استفاده می‌کرده‌اند. با وجود آن‌که تاکنون ظروف مفرغی در خرابه‌های سلسلهٔ شیا پیدا نشده، اما در این خرابه‌ها کارد، پرچم و وسائل دیگر و سلاح و ظروف کشف شده‌است. علاوه بر این، ظروف یشمی که سطح ساخت آن با مهارت انجام شده بود و آلات موسیقی دیگر از خاک بیرون آورده شده‌است. تقویم مربوط به سلسلهٔ شیا بسیار قابل توجه است. کتابی با نام دا تای لی جی اسناد مهمی دربارهٔ تقویم کشاورزی چین را در خود جای داده‌است. در این کتاب نوشته شده که مردم آن زمان می‌توانستند بر اساس جهت ستاره دب اکبر ماهِ سال را مشخص کنند. این نخستین تقویم چین است تا این روش درجه روشنایی ستارگان و موقعیت آن‌ها، وضع هوا و امور کشاورزی در ۱۲ ماه ثبت می‌شد. تقویم کشاورزی مذکور چین نشان‌گر سطح پیشرفت تولیدات کشاورزی سلسلهٔ شیا و قدیمی‌ترین دست‌آورد علمی پرارزش چین است.

## فرمانروایان شیا
بر اساس تواریخ ایام سنتی، فرمانروایان دودمان شیا عبارت بودند از:
| نام پس از مرگ(نام پسامرگ 諡號)۱                                    | نام پس از مرگ(نام پسامرگ 諡號)۱ | نام پس از مرگ(نام پسامرگ 諡號)۱ | نام پس از مرگ(نام پسامرگ 諡號)۱ | نام پس از مرگ(نام پسامرگ 諡號)۱        |
| ترتیب                                                              | فرمانروایی۲                     | چینی                            | به خط فارسی                     | یادداشتها                              |
| ------------------------------------------------------------------ | ------------------------------- | ------------------------------- | ------------------------------- | -------------------------------------- |
| ۰۱                                                                 | ۴۵                              | 禹                              | یو                              | also Yu the Great (大禹; dà yǔ)        |
| ۰۲                                                                 | ۱۰                              | 啟                              | کی                              |                                        |
| ۰۳                                                                 | ۲۹                              | 太康                            | تای کانگ                        |                                        |
| ۰۴                                                                 | ۱۳                              | 仲康                            | زونگ کانگ                       |                                        |
| ۰۵                                                                 | ۲۸                              | 相                              | شیانگ شیا                       |                                        |
| ۰۶                                                                 | ۲۱                              | 少康                            | شائو کانگ                       |                                        |
| ۰۷                                                                 | ۱۷                              | 杼                              | زو شیا                          |                                        |
| ۰۸                                                                 | ۲۶                              | 槐                              | هوای شیا                        |                                        |
| ۰۹                                                                 | ۱۸                              | 芒                              | مانگ شیا                        |                                        |
| ۱۰                                                                 | ۱۶                              | 泄                              | شیه شیا                         |                                        |
| ۱۱                                                                 | ۵۹                              | 不降                            | بو جیانگ                        |                                        |
| ۱۲                                                                 | ۲۱                              | 扃                              | جیونگ                           |                                        |
| ۱۳                                                                 | ۲۱                              | 廑                              | جین شیا                         | Guoyu: jǐn or jìn، ماندارین معیار: jǐn |
| ۱۴                                                                 | ۳۱                              | 孔甲                            | کونگ جیا                        |                                        |
| ۱۵                                                                 | ۱۱                              | 皋                              | گائو                            |                                        |
| ۱۶                                                                 | ۱۱                              | 發                              | فا شیا                          |                                        |
| ۱۷                                                                 | ۵۲                              | 桀                              | جیه                             | همچنین لو گوئِی(履癸 lǚ guǐ)            |
| ۱ گاهی شاه، نام دودمان شیا را در دنباله نام خود دارد؛ مانند شیا یو |                                 |                                 |                                 |                                        |
| ۲ تعداد سالهای تقریبی                                              |                                 |                                 |                                 |                                        |